# Proisotoma admaritima
Proisotoma admaritima is een springstaartensoort uit de familie van de Isotomidae. De wetenschappelijke naam van de soort is voor het eerst geldig gepubliceerd door Mrphy.